# 普利茅斯 (緬因州)
普利茅斯（英語：Plymouth）是一個位於美國緬因州佩諾布斯科特縣的鎮。

## 人口
根據2020年美國人口普查的數據，普利茅斯的面積為80.42平方千米，當中陸地面積為77.00平方千米，而水域面積為3.42平方千米。當地共有人口1325人，而人口密度為每平方千米16人。